# Santiago Marcelino López
Santiago Marcelino López (1939-Buenos Aires, 4 de enero de 2015) fue un político y abogado argentino, perteneciente a la Unión Cívica Radical, que se desempeñó como diputado nacional por la provincia del Chubut. 
Activo militante contra las dictaduras argentinas, fue miembro de la Comisión Nacional sobre la Desaparición de Personas (CONADEP), en representación del congreso.

## Carrera
Conocido popularmente como «Chiche» López, comenzó su militancia en la Unión Cívica Radical en Trelew, ciudad en la que se encontraba radicado, en oposición a la dictadura de Agustín Lanusse defendiendo presos políticos. Poseía un estudio jurídico en la ciudad, junto con Carlos Maestro, quien luego sería gobernador de la provincia.
Comenzó su carrera política como diputado provincial en Chubut, cargo que desempeñó entre 1972 y 1976, donde fue jefe de la bancada radical, y banca de la que es desplazado por el autoproclamado Proceso de Reorganización Nacional. Su hermano también fue dirigente del partido y tuvo una importante trayectoria en la provincia.
Fue electo diputado nacional por Chubut con el regreso de la democracia en 1983. Cercano a Raúl Alfonsín, llegó a integrar la Comisión Nacional sobre la Desaparición de Personas (CONADEP), como representante de la Cámara de Diputados de la Nación. Tras el fin de su mandato como diputado en 1987, se radicó en la ciudad de Buenos Aires. Ocupó cargos en el comité nacional de la Unión Cívica Radical. 
Falleció el 4 de enero de 2015. Sus restos fueron sepultados en el cementerio de la Chacarita en Buenos Aires.